# 雷頓大冒險：永遠的歌姬
《雷頓大冒險：永遠的歌姬》（日语：レイトン教授と永遠の歌姫）是以Level-5开发遊戲雷頓教授系列為基礎的動畫電影，於2009年12月19日開始於日本上映。

## 劇情大綱
某日，雷頓教授的前學生、現為歌劇演員的潔妮絲寄了一封信到雷頓教授的研究室中。據說，於一年前死去的朋友突然出現，告知自己已得到『永遠的生命』。得知這事的雷頓，為了解開這不思議的事件，與助手路克和助手蕾米前往皇冠・佩托尼劇場。在那兒，雷頓等人被卷入圍繞著『永遠的生命』的「解謎遊戲」。

## 登場人物

### 主要角色
雷頓教授（艾爾夏魯・雷頓）（聲優：大泉洋）
有名的考古學者。於大學任職教授，因喜歡謎題而聞名。考古學的專家，對其他領域的事也很精通。
路克・特萊頓（聲優：堀北真希）
自稱『雷頓教授的弟子』。懂得與動物對話。
珍妮絲（聲優：水樹奈奈）
出名的歌劇演員，曾是雷頓的學生。
蕾米・阿爾塔瓦（聲優：相武紗季）
雷頓教授的助手，善用格鬥技的女子。
迪斯科爾（聲優：渡部篤郎（特別客串））
格羅斯基警部（聲優：大塚芳忠）
潛入劇場內埋伏的警察。
奧玆羅・維斯拉（聲優：家弓家正）
米麗娜的父親。
米麗娜・維斯拉（聲優：折笠富美子／諸星堇（7歳的少女））
珍妮絲的好友，奧玆羅的獨生女。在1年前病死，享年22歲，得到永遠的生命後以7歲姿態示人。

### 『永遠的生命』的參加者
萊德利夫人（聲優：井上喜久子）
丈夫死後活躍於社交界的女性。
皮埃爾・西塔巴古（聲優：山寺宏一）
被人稱為「傳說的左腳」的前英國國家足球隊成員
馬路可（聲優：三宅健太）
業餘歷史研究家
阿姆利（聲優：豐口惠）
獲得英國國際象棋全國冠軍的少女
阿尼・德萊齊（聲優：LiLiCo）
出版《泰晤士河殺人事件》的小說家
米斯塔・巴古藍都（聲優：中田讓治）
貿易公司「World Freet」社長
歐路德奈路（聲優：飯塚昭三）
曾擔任過船長的年長男子。
（聲優：出川哲朗）

### 其他
舒萊達博士（聲優：納谷六朗）
考古學家，雷頓的老師。
切爾米警部（聲優：斎藤志郎）
倫敦警察的警部。
巴庫（聲優：杉野博臣）
擔任切爾米警部助手的巡査。
堂・保羅（聲優：稲葉実）
視雷頓教授為對手的科學家。
阿羅瑪（聲優：能登麻美子）
自稱『雷頓教授的新娘候補』。

## 製作人員
- 原作：LEVEL-5
- 企画・演出・故事原案：日野晃博
- 謎題制作協力：多湖輝
- 導演：橋本昌和
- 行政部門製片人：濱名一哉、久保雅一
- Co.行政部門製片人：阿部秀司、藤巻直哉
- 製片人：臼杵照裕、岡田有正、山内章弘、堀川憲司、奥野敏聡、大村信、高瀬一郎
- 劇本：松井亞弥
- 演出：外山草、高橋ナオヒト、志村錠児、宮脇千鶴、山本秀世、本鄉滿、橋本昌和
- 作畫：橋本昌和、増井壮一、西村純二、志村錠児、今石洋之
- 人物原案・片尾插畫：長野拓造
- 設計工作：鍋田香代子、前田輪太郎、堀内博之
- 總作畫監督・人物設計：杉光登
- 作畫監督：一石小百合、松原徳弘、川面恒介、高橋英樹、鍋田香代子、吉野真一、堀内博之、杉光登
- 美術監督：竹田悠介、篠原理子
- 編集：辺見俊夫
- 音響監督：三間雅文
- 音樂製片人：石田雅己、高樹貴司
- 音樂：西浦智仁
- 主题音樂：齊藤恆芳
- 動畫制作：P.A.WORKS、OLM Team Kamei
- 製作：Team Layton（LEVEL-5、TBS、MBS、CBC、RKB、HBC、小学館、ShoPro、P.A.WORKS、OLM Team Kamei）
- 發行：東宝
- 著作權標示：（C）2009 LEVEL-5/Team Layton

## 主題歌
永遠の歌姫（永遠的歌姬）
作詞：日野晃博 / 作曲・編曲：斉藤恒芳 / 歌：水樹奈奈（珍妮絲）

## 外部連結
- 電影官方網頁（日語）
- 雷頓教授系列官方網頁 （页面存档备份，存于）（日語）